# Марош Шефчович
Марош Шефчович (словац. Maroš Šefčovič; нар. 24 липня 1966, Братислава, Чехословаччина) — словацький політичний діяч, член партії «Курс — соціальна демократія».

## Життєпис
Навчався в Економічному університеті у Братиславі (1984–1985), пройшов повний курс навчання (1985–1990) і закінчив Московський державний інститут міжнародних відносин за спеціальністю «Міжнародні відносини». В Університеті Коменського у Братиславі отримує наукові ступені: JUDr з права (1990) та PhD з міжнародного та європейського права (2000).
Окрім рідної словацької, володіє англійською, французькою, російською і німецькою мовами.
Був радником чехословацького заступника міністра закордонних справ, став секретарем і консулом в посольстві Чехословаччини в Хараре (Зімбабве) у 1992 році, пізніше — в посольстві Словаччини в Оттаві (Канада).
З 1995 працює в МЗС Словаччини з відносин з Європейським союзом і НАТО.
У 1998 став начальником кабінету міністра закордонних справ, потім був призначений послом в Тель-Авіві (Ізраїль).
Стає постійним представником Словаччини в Європейському союзі в 2004.
З 1 жовтня 2009 замінює Яна Фігеля як єврокомісар (від Словаччини) з освіти, навчання, культури та молоді. У другій Європейської комісії Баррозу він займає посаду заступника голови ЄК і європейського комісару з питань інституціональних відносин та адміністрації.
У жовтні — листопаді 2012 тимчасово виконував обов'язки єврокомісара охорони здоров'я і споживчої політики.
Узяв участь у президентських виборах 2019 року й отримав 41,59 % голосів. Шефчовича в другому турі випередила жінка Зузана Чапутова, отримавши 58,41 % голосів виборців.

## Особисте життя
Шефчович одружений і має трьох дітей.

## Нагороди
- Орден князя Ярослава Мудрого II ст. (Україна, 22 серпня 2020) — за вагомий особистий внесок у зміцнення міжнародного авторитету України, розвиток міждержавного співробітництва, плідну громадську діяльність[1].